# Gerhard Himmel
Gerhard Himmel (* 26. dubna 1965 Hanau, Spolková republika Německo) je německý zápasník, mistr světa z roku 1989 a stříbrný olympijský medailista z her v Soulu, oboje v zápase řecko-římském, ve váhové kategorii do 100 kg. Je také trojnásobným německým šampionem a to z let 1988 až 1990.